# ГЕС Гуаньїньянь
ГЕС Гуаньїньянь (观音岩水电站) — гідроелектростанція у центральній частині Китаю в провінції Юньнань. Знаходячись між ГЕС Луділа (вище по течії) та ГЕС Удунде, входить до складу каскаду на одній з найбільших річок світу Янцзи (розташовується на ділянці її верхньої течії, котра носить назву Цзиньша).
У межах проекту річку перекрили комбінованою греблею висотою 159 метрів та довжиною 1158 метрів, яка включає секцію з ущільненого котком бетону завдовжки 838 метрів та прилеглу праворуч кам'яно-накидну ділянку. Вона утримує водосховище із об'ємом 2250 млн м3 (корисний об'єм 555 млн м3) та припустимим коливанням рівня поверхні у операційному режимі між позначками 1122 та 1134 метри НРМ.
Пригреблевий машинний зал обладнали п'ятьма турбінами типу Френсіс потужністю по 600 МВт, які використовують напір від 91 до 123 метрів (номінальний напір 104 метри) та забезпечують виробництво 12240 млн кВт-год електроенергії.